# 芃帕薇·烏峇塔姆
芃帕薇·烏峇塔姆（羅馬化：Pornpawee Upatum，1996年2月13日—），小名June，為泰國The One Enterprise旗下製作公司CHANGE2561旗下藝人。

## 個人簡歷

### 早期生活
June於1996年2月13日出生於泰國。畢業於曼谷大學的美術與應用藝術學院。

### 演藝經歷
June曾於2019年參與One 31的選秀企劃"The Next One"，為最後20名入圍者之一。現在為The One Enterprise旗下製作公司CHANGE2561的旗下藝人。2021年，出演歌手JOEY PHUWASIT的音樂錄影帶"Aoi"〈โอ๊ย〉。2023年，於Amarin TV戲劇《親戚滿座》擔任配角。同年，客串One 31電視劇《愛的轉變》。

## 影視作品

### 電視劇
| 首播年份 | 戲名                          | 戲名   | 播放平台  | 角色      | 備註            |
| 首播年份 | 譯名                          | 原文名 | 播放平台  | 角色      | 備註            |
| 2023年   | 《親戚滿座》                  |        | Amarin TV |           | 配角            |
| 2023年   | 《愛的轉變》                  |        | One 31    | Kamolkarn | 客串 （第一集） |
| 2023年   | 《Club Friday The Series 15》 |        | One 31    | Kamolkarn | 客串 （第一集） |

## 音樂錄影帶
| 年份   | 歌名 | 歌名   | 歌手          |
| 年份   | 譯名 | 原文名 | 歌手          |
| 2019年 | Aoi  |        | JOEY PHUWASIT |

## 外部連結
- 芃帕薇·烏峇塔姆於CHANGE2561的個人簡介 （页面存档备份，存于）（泰文）
- 芃帕薇·烏峇塔姆的Instagram帳戶（泰文）